# آلفاس دل پی
آلفاس دل پی (به اسپانیایی: Alfàs del Pi) دهستانی در استان آلیکانتهٔ اسپانیا است.
در این دهستان ۲۰٬۹۳۹ نفر زندگی می‌کنند. مساحت این دهستان ۱۹٫۱۳ کیلومتر مربع است.